# 감곡도서관
감곡도서관(甘谷圖書館)은 대한민국 충청북도 음성군에 있는 도서관이다.

## 연혁
- 2014.06. 감곡도서관 착공
- 2015.04. 감곡도서관 건축물 준공
- 2015.09. 음성군 통합도서관 시스템 도입(대소·감곡) - RFID 시스템 도입
- 2015.09.22 감곡도서관 개관

## 시설 현황
- 2층: 학습실, 다목적실, 휴게실
- 1층: 어린이자료실, 멀티미디어실, 종합자료실, 강의실

## 이용 안내
- 자료실·열람실: 3~10월 09:00 ~ 22:00, 11~2월 09:00 ~ 21:00
- 학습실: 3~10월 09:00 ~ 22:00, 11~2월 09:00 ~ 21:00